# Rhythmbox
Rhythmbox és un reproductor multimèdia que reprodueix i ajuda a organitzar la música digital. Fou inspirat pel reproductor d'Apple, iTunes. És programari lliure, dissenyat per treballar en escriptoris GNOME, i utilitza el motor GStreamer o Xine Media. És compatible amb la sincronització amb l'iPod. Actualment es troba sota desenvolupament actiu.

## Enregistrament a CD d'àudio
A partir de la versió 0.9 s'inclou la capacitat de crear CD d'àudio a partir de llistes de reproducció.